# 聖トマス西と15殉教者
聖トマス西と15殉教者（せいトマスにしと15じゅんきょうしゃ）は、1633年から1637年にかけて長崎で刑死した16名のカトリックの司祭、修道者、信徒で、1987年に列聖された聖人たちのことである。

## 概説
江戸幕府による禁教令（キリスト教禁止令）が発布されたことにより、キリシタン摘発の厳しかった1633年から1637年にかけて、長崎で殉教したドミニコ会司祭、修道者、および彼らを助けた信仰者たちの総称である。
のちに日本人司祭として初めて列聖されたトマス西、ヤコボ朝長、ビセンテ塩塚の3人と、修道女の長崎のマグダレナと大村のマリナ、そしてフィリピン人として初の聖人となったロレンソ・ルイスらが含まれている。このうち日本人は9人で、他にスペイン人4人とフィリピン人、イタリア人、フランス人がそれぞれ1人ずつである。
トマス西と15殉教者は1981年2月にフィリピンで列福され、6年後の1987年10月18日、バチカンでローマ教皇ヨハネ・パウロ2世によって列聖された。

## 聖人名リスト
聖トマス西と15殉教者（カトリック中央協議会公式ホームページ）より
トマス西
司祭。1590年、平戸生月出身。1634年11月17日殉教。
ヤコボ朝長
司祭。1582年、大村領杭出津出身。1633年8月17日殉教。
ビセンテ塩塚
司祭。生年不詳。長崎出身。1637年9月27日殉教。
マテオ小兵衛
修道士。1615年、長崎（または有馬）出身。1633年10月19日殉教。
フランシスコ正右衛門
修道士。出生地・生年不詳。1633年8月14日殉教。
長崎のマグダレナ
修道女。1610年(?)、長崎出身。1634年10月15日殉教。
大村のマリナ
修道女。生年不詳。肥前大村出身。1634年11月11日殉教。
ミゲル久郎兵衛
信徒。出生地・生年不詳。ヤコボ朝長とともに1633年8月17日殉教。
京都のラサロ
信徒。生年不詳。京都出身。アントニオ・ゴンザレスやロレンソ・ルイスとともに1637年9月29日殉教。
ロレンソ・ルイス
信徒。1600年頃、フィリピン・マニラ出身。1637年9月29日殉教。
ドミンゴ・エルキシア
司祭。1589年、スペイン・ギプスコア県出身。1623年来日。1633年8月14日殉教。
ルカ・スピリトサント
司祭。1594年、スペイン・サモーラ県出身。1623年来日。1633年10月19日殉教。
アントニオ・ゴンザレス
司祭。1593年、スペイン・レオン出身。1636年、琉球に到着、1637年9月23日殉教。
ミゲル・デ・アオサラサ
司祭。生年不詳。スペイン・ギプスコア県出身。1636年、琉球に到着、1637年9月29日殉教。
ジョルダノ・アンサロネ
司祭。1598年、イタリア・シチリア島出身。1632年来日。1634年11月17日殉教。
ギヨーム・クルテ
司祭。1590年、フランス・モンペリエ出身。1636年、琉球に到着、1637年9月29日殉教。